# Китайский музей гражданской авиации
Кита́йский музе́й гражда́нской авиа́ции (кит. упр. 中国民航博物馆, пиньинь Zhōngguó mínháng bówùguǎn, палл. Чжунго миньхан боугуань) — авиационный музей в Пекине, созданный с целью сохранения истории гражданской авиации КНР, демонстрации её достижений и популяризации авиации среди широких слоёв общества. Расположен в пекинском районе Чаоян, в 6 километрах к юго-западу от аэропорта Шоуду.

## История и описание
Строительство музея было начато в 2007 году по инициативе Министерства гражданской авиации КНР и при финансовой поддержке различных организаций и частных лиц. Главное здание, выполненное в форме авиационного двигателя, было спроектировано немецкой архитектурной фирмой OWP Architects. Строительство, обустройство территории и подготовка экспозиции были завершены в 2011 году, торжественное открытие состоялось 21 ноября 2011 года.
Общая площадь территории составляет 189 600 кв. метров, здания — 15 924 кв. метров. Экспозиция под открытым небом включает крупные самолёты, среди которых есть такие машины, как Airbus A310-200, Hawker Siddeley HS-121 Trident, BAe 146, Xian Y-7, Ли-2, Curtiss C-46 Commando, Harbin Y-12, а также военный Chengdu JJ-5. Внутри здания располагаются экспонаты меньшего размера — вертолёт Ми-8, самолёты Nanchang Y-5, Harbin Y-11 и другие. Один из самых ценных экспонатов — подаренный Сталиным самолёт Ил-14 с салоном класса «люкс», использовавшийся для перелётов Мао Цзедуна.
Помимо этого, музей содержит некоторые другие самолёты и большой архив исторических документов, фотографий и прочих материалов о создании и становлении гражданской авиации Китая и важных событиях в её истории. В интерактивном зале посетителям доступны авиатренажёры самолётов Airbus A320, Cirrus SR22 и Boeing 787. Музей располагает тремя кинотеатрами, включая кинотеатр IMAX.

## Коллекция
Экспонаты музея включают в том числе:
| Тип                               | Страна         | Бортовой номер   | Описание | Изображение |
| --------------------------------- | -------------- | ---------------- | --- | ----------- |
| Ил-14                             | СССР           | B-4208           | Личный самолёт Мао Цзедуна, подарок СССР. Заводской номер № 6341504. |             |
| Hawker Siddeley HS-121 Trident 1E | Великобритания | B-2207           | Один из первых типов западного производства, поставлявшихся в КНР. Данный борт в Ливрее CAAC использовался для перевозки высшего руководства. Заводской № 2133.                                                       |             |
| Airbus A310-200                   | Франция        | B-2301           | Первый поставленный в Китай лайнер производства Airbus. Поставлен 25 июня 1985, летал в CAAC, а затем ещё в нескольких китайских авиакомпаниях. Заводской № 311.                                                      |             |
| Bae146-100                        | Великобритания | B-2701           | Пассажирский авиалайнер, поставлен в China Eastern в 1986 году, позже летал в China Northwest Airlines. Заводской № E1019.                                                                                            |             |
| Xian Y-7                          | Китай          | B-3456           | Турбовинтовой пассажирский и транспортный самолёт (КНР), китайская лицензионная копия Ан-24. Ливрея China Southern.                                                                                                   |             |
| Xian Y-7-100                      | Китай          | B-3471           | Одна из модификаций Y-7. Ливрея Wuhan Airlines, заводской № 05706. |             |
| Cessna 650 Citation VI            | США            | B-7022           | Двухмоторный средний административный самолёт с турбовентиляторными двигателями. Ливрея CAAC, заводской № 650-0220.                                                                                                   |             |
| Ли-2                              | СССР           | 324              | Двухмоторный пассажирский и транспортный самолёт (СССР). Первый самолёт, импортировавшийся из СССР в Китай, в ранние годы КНР был основным типом на пассажирских линиях и в военно-транспортной авиации. Ливрея CAAC. |             |
| Ли-2                              | СССР           |                  | Ливрея ВВС КНР. |             |
| Curtiss C-46A Commando            | США            |                  | Двухмоторный транспортный самолёт (США). Распространённый транспорт в ранние годы существования ВВС КНР. Заводской № 36044.                                                                                           |             |
| Harbin Y-11                       | Китай          | B-3880           | Лёгкий двухмоторный поршневой многоцелевой самолёт. Ливрея China Flying Dragon Airlines, заводской № 0202. |             |
| Harbin Y-11                       | Китай          | B-3888.          | Заводской № Y1102010. |             |
| Ми-8П                             | СССР           | B-7803           | Многоцелевой вертолёт, пассажирский вариант с большими окнами. Заводской № 20213. |             |
| Shijiazhuang Y-5                  | Китай          | B-8207           | Китайская лицензионная копия Ан-2 (шицзячжуанский авиазавод). Заводской № 142. |             |
| Nanchang Y-5                      | Китай          | B-8404           | Китайская лицензионная копия Ан-2 (наньчанский авиазавод). Заводской № 932031. |             |
| SOCATA TB-20 Trinidad             | Франция        | B-8928           | Лёгкий одномоторный самолёт. Использовался Китайским лётным университетом гражданской авиации (CAFUC). Заводской № 888.                                                                                               |             |
| SOCATA TB-20 Trinidad             | Франция        | B-8903           | Также использовался CAFUC. Заводской № 825. |             |
| Chengdu JJ-5                      | Китай          | 201238 (красный) | Двухместный учебно-боевой самолёт на базе истребителя J-5, китайской лицензионной копии советского МиГ-17. Имел компоновочную схему, аналогичную МиГ-15УТИ.                                                           |             |
| Nanchang CJ-6                     | Китай          | 201237 (красный) | Одномоторный учебно-тренировочный самолёт, модернизированный вариант CJ-5, китайской лицензионной копии Як-18. |             |
| Shenyang X-10 Qian Jin            | Китай          | 20 (красный)     | Китайская лицензионная версия польского планёра SZD-8 Jaskółka. |             |